# Manuel Molins
Manuel Molins Casaña (Moncada, 1946) es un dramaturgo y director escénico valenciano. 
Licenciado en Filosofía y Letras por la Universidad de Valencia, inició sus estudios de teatro en la Escuela de Madrid y en el Instituto del Teatro de Barcelona. Fundó el Grup 49 en la década de 1970, dentro de la corriente que trabajaba por recuperar las señas de identidad de la Comunidad Valenciana. Con él participó en diversos festivales teatrales por España y Europa, destacando el Festival Internacional de Teatro Independiente de San Sebastián. De esta época destacan las representaciones de obras de Samuel Beckett y Bertolt Brecht. Ha escrito toda su obra en valenciano, a excepción de Shakespeare (la mujer silenciada), que escribió en español.
Ha sido miembro del Consejo Asesor de Teatro y de la Comisión de Dramaturgia de la Escuela Superior de Arte Dramático de la Generalidad Valenciana.

## Obras de teatro más destacadas
- Quatre històries d'amor per a la reina Germana, 1981.
- Centaures, 1985.
- Els viatgers de l'absenta, 1990.
- Ombres de la ciutat, 1992.
- L’amant del paradís, 1994.
- Tànger, 1998.
- Trilogia d'Exilis, 1999.
- Shakespeare: (la mujer silenciada), 2000.
- Rosegó, el rodamon, 2001.
- Abú Magrib, 2002.
- La Divina Tramoia, 2002.
- Canto de Ilir Kosoré, 2003.
- Una altra Ofèlia, 2003.
- Elisa, 2003.
- Happy Birthday to You, 2003.
- Combat, 2006.
- Monopatins, 2006.
- Teatre complet 1. Prólogos de Francesc Foguet, Manuel Molins i Simona Škrabec. València: Institució Alfons el Magnànim, 2019.
- Teatre complet 2. València: Institució Alfons el Magnànim, 2020.
- Teatre complet 3. València: Institució Alfons el Magnànim, 2021.

## Premios
Son:
- Ciutat d’Alcoi (1981) por Quatre històries d'amor per a la reina Germana.
- Ciutat de València (1982) por Centaures y (1989) por Els viatgers de l'absenta.
- Ciutat de Granollers (1983) por Diònysos.
- Premi de la Crítica dels Escriptors Valencians (AELC), (1993) por Ombres de la ciutat, (2000) por Trilogía d'exilis, (2003) por Abu Magrib, (2004) por Elisa, (2007) por Combat, (2010) por Dones, dones, dones, (2013) por València, Hollywood, Iturbi y (2015) por Blut und Boden (Sang i Pàtria)
- Premi Octubre de Teatre (2009) por Dones, dones, dones.
- Premi Ramon Vinyes (2010) por Bagdad (dones al jardí).
- Premi Micalet de Teatre (2011) por València, Hollywood, Iturbi
- Premi Octubre de Teatre Pere Capellà (2018) por Poder i Santedat (Els Àngels de Sodoma).
- Premi d'Honor de les Arts Escèniques Valencianes de l'Institut Valencià de Cultura - Generalitat Valenciana (2018).
- Premi Gaetà Huguet (2020) por El Moviment.
- Premi de Teatre Ciutat de Sagunt Pepe Alba (2020) Crims (L'herència Hamlet).